# Грб општине Свилајнац
Грб општине Свилајнац је усвојен јуна 2002. године и заменио је стари псеудохералдички амблем. Штит је плаве боје са представом лептира свилене бубе изнад њене чауре, обе у природним бојама (директна асоцијација на име града). Над штитом је сребрна бедемска круна са три видљива мерлона. На травнатом подножју стоје чувари грба; десно војвода Стеван Синђелић (рођен у селу Војска у околини Свилајнца) са српском заставом и лево Мара Ресавкиња (митска личност из Првог светског рата) са ловоровим венцем у левој и заставом града у десној руци. Испод постамента је трака са исписаним именом града између година 1467 (први помен места) и 1866 (када је кнез Михаило указом прогласио Свилајнац варошицом). Општински стег у потпуности понавља мотив са штита.